# Jordan Hamilton
Jordan Christian Hamilton (ur. 6 października 1990 w Los Angeles) – amerykański koszykarz występujący na pozycjach rzucającego obrońcy oraz niskiego skrzydłowego, aktualnie zawodnik Hapoelu Tel Awiw.
W 2009 wystąpił w meczu gwiazd amerykańskich szkół średnich – Jordan Classic. Rok wcześniej został uznany najlepszym zawodnikiem szkół średnich stanu Kalifornia (John R. Wooden California High School POY). Przez dwa lata z rzędu (2007, 2008) brał udział w międzynarodowym turnieju Nike Global Challenge. 
22 sierpnia 2015 podpisał umowę z rosyjskim zespołem Krasny Oktyabr, występującym w lidze VTB. 16 lutego 2016 trafił do Rio Grande Valley Vipers. 25 marca zawarł 10-dniowy kontrakt z New Orleans Pelicans.
Jego młodszy brat Daniel jest zawodnikiem NBA.
26 lipca 2018 dołączył do włoskiego Basket Brescia Leonessa.
23 października 2019 został zawodnikiem izraelskiego Hapoelu Tel Awiw.

## Osiągnięcia
Stan na 24 października 2019, na podstawie, o ile nie zaznaczono inaczej.
NCAA
- Zaliczony do:
  - I składu:
    - Big 12 (2011)
    - turnieju:
      - Big 12 (2011)
      - Coaches vs. Classic (2011)

  - II składu All-American (2011)

Drużynowe
- Mistrz Dominikany (2017)
- Wicemistrz Izraela (2018)

Indywidualne
- Uczestnik meczu gwiazd D-League (2015)
- Wybrany do NBA D-League Showcase Honorable Mention Team (2015)